# Ad fontes
Ad fontes – dwujęzyczna seria wydawnicza starożytnych i średniowiecznych tekstów łacińskich i ich polskich przekładów wydawana nakładem Wydawnictwa Marek Derewiecki z Kęt. Do roku 2014 wydanych zostało 27 tomów.

## Wydane tomy
- Jan Szkot Eriugena Periphyseon (Ks. I)
- Jan Szkot Eriugena Periphyseon (O podziale natury) (Ks. II)
- Jan Szkot Eriugena Periphyseon (Ks. III)
- Jan Szkot Eriugena Periphyseon, ks. IV
- Elred z Rievaulx, Reguła dla pustelnicy Modlitwa pastoralna
- Św. Tomasz z Akwinu Idzi Rzymianin Siger z Brabantu, Spór o jedność intelektu
- Boecjusz Traktaty teologiczne
- Św. Anzelm z Canterbury Monologion, Proslogion
- Wilhelm z Saint Thierry O kontemplacji Boga, Zwierciadło wiary
- Marek Tulliusz Cyceron, O mówcy
- Mateusz z Krakowa O nabywaniu i przekazywaniu dóbr: podstawowe pojęcia, lichwa i etyka kupiecka
- Marek Tulliusz Cyceron, Św. Hieronim, Burgudiusz z Pizy, Leonardo Bruni, O poprawnym przekładaniu
- Mateusz z Krakowa O praktykach Kurii Rzymskiej
- Św. Anzelm z Canterbury, O prawdzie, O wolności woli, O upadku diabła
- Jan Gerson O teologii mistycznej
- Boecjusz z Dacji O wieczności świata i inne pisma
- Piotr Damiani O wszechmocy Bożej
- Św. Tomasz z Akwinu Byt i istota
- Marcin z Bragi, Dzieła
- Boecjusz, Komentarz do „Hermeneutyki” Arystotelesa
- Św. Augustyn, Księga osiemdziesięciu trzech kwestii
- Św. Tomasz z Akwinu, Kwestie dyskutowane o mocy Boga t. I
- Św. Tomasz z Akwinu, Kwestie dyskutowane o mocy Boga t. II
- Św. Tomasz z Akwinu, Kwestie dyskutowane o mocy Boga t. III
- Św. Tomasz z Akwinu, Kwestie dyskutowane o mocy Boga t. IV
- Św. Tomasz z Akwinu, Kwestie dyskutowane o mocy Boga t. V
- Mikołaj z Kuzy, Laik o umyśle